# Alfa Romeo Portello Plant
Завод Alfa Romeo в Портелло (итал. Stabilimento Alfa Romeo del Portello) — первый завод итальянской автомобильной компании Alfa Romeo, который оставался главным в 1908—1960-х годах, хотя основное производство было переведено на 20 лет раньше на другой крупныйзавод Alfa Romeo в Арезе. Завод расположен в районе Портелло севернее Милана, Италия. Данная фабрика вошла в историю как завод по производству автомобилей, хотя здесь также производились другие компоненты для других отраслей промышленности (например горная и добывающая).

## История
Первый завод работал под руководством Французской компании Darracq, которая открыла в Портелло свой филиал непосредственно в этом районе. Так как здесь в 1906 году проходила Международная Миланская Выставка. Расположение сначала было на Via Gattamelata в Милане, по пути к Галларате, что в самой северо-западной части за пределом города.
Территория Портелло также была выбрана и другими автомобильными производителями, открывавшими свои головные офисы или подразделения здесь. Например, Isotta Fraschini, Citroën, Fiat, Carrozzeria Touring, Zagato и кузовное ателье Cesare Sala. Интересно, что деятельность последних компаний в Портелло были напрямую и тесно связаны с производством и деятельностью Alfa Romeo.

## Список выпущенных автомобилей
| Изображение | Марка                 | Модель               | Производство начало/конец | Количество    | Примечание |
| ----------- | --------------------- | -------------------- | ------------------------- | ------------- | --- |
|             | Darracq               | 8/10 HP и 14/16 HP   | 1906/1909                 |               | В 1909 Darracq ликвидировал завод и продал его группе Миланских бизнесменов. |
|             | A.L.F.A.              | 24 HP                | 1910/1913                 |               | Платформа 24HP до 1921 года использовалась на таких автомобилях как 12HP, 15HP, 40-60 HP, 15-20 HP и 20-30 HP. |
|             | A.L.F.A.              | 12 HP                | 1910/1911                 |               | |
|             | A.L.F.A.              | 15 HP                | 1911/1913                 |               | |
|             | A.L.F.A.              | 40-60 HP             | 1913/1914                 |               | |
|             | A.L.F.A.              | 15-20 HP             | 1913/1914                 |               | |
|             | A.L.F.A. — Alfa Romeo | 20-30 HP             | 1914/1921                 | 124           | Производилась до 1918 года под маркой A.L.F.A. |
|             | Alfa Romeo            | G1                   | 1921/1923                 |               | |
|             | Alfa Romeo            | RL                   | 1922/1927                 |               | |
|             | Alfa Romeo            | RM                   | 1923/1925                 | около 500     | |
|             | Alfa Romeo            | 6C                   | 1925/1954                 |               | |
|             | Alfa Romeo            | 8C                   | 1931/1939                 |               | |
|             | Alfa Romeo            | 1900                 | 1950/1959                 | 17 243        | 1900 выпускалась по лицензии в Бельгии под именем «Empire» с 1953 по 1954 годы и в Аргентине на заводе «Industrias Kaiser Argentina» с 1960 по 1962 годы.                                                                |
|             | Alfa Romeo            | Matta                | 1951/1955                 | 2161          | |
|             | Alfa Romeo            | Alfa Romeo Giulietta | 1955/1963                 | около 132 000 | Spider и версия купе выпускались на заводе Pininfarina в Сан-Джорджо-Канавезе и в Грульяско (Турин), а также модель выпускалась в ЮАР в Ист-Лондоне с 1960 по 1963 годы.                                                 |
|             | Alfa Romeo 2000       | 2000                 | 1958/1961                 | 6961          | 2000 выпускалась в Бразилии до 1969 года на Fabrica Nacional de Motores, бразильской дочерней компании Alfa Romeo, под именем FNM 2000.                                                                                  |
|             | Alfa Romeo (Renault)  | Dauphine             | 1959/1963                 |               | Alfa Romeo выпускала по лицензии Renault малолитражный автомобиль Dauphine. Отличия от французской модели были в наличии новой 12В электрической системы от Magneti Marelli и эмблемы «Alfa Romeo» на решётке радиатора. |
|             | Alfa Romeo            | 2600                 | 1961/1968                 | 11 453        | 2600 также выпускалась в ЮАР в Ист-Лондоне с 1963 по 1968 годы. |
|             | Alfa Romeo            | Giulia               | 1962/1965                 |               | В 1965 году производство перенеслось на новый завод Alfa Romeo в Арезе, Милан. |